# كيسة الرفاء الناصف
كيسة الرفاء الناصف (بالإنجليزية: Median raphe cyst)‏ هي حالة جلدي تُصيب القَضيب نتيجةً لعيوب نمائية بالقرب من حشفة القضيب.:682